# Ambedkarstadion
Het Ambedkarstadion is een voetbalstadion in New Delhi, de hoofdstad van India. 
De voetbalclubs Indian Arrows, Delhi United S.C., Sudeva Moonlight F.C., Hindustan F.C., Garhwal F.C. en Simla Youngs F.C. maken gebruik van dit stadion. In het stadion is plaats voor 20.000 toeschouwers. Het stadion werd geopend in 2007. Het stadion werd vernoemd naar Bhimrao Ramji Ambedkar (1891–1956), Indiaas jurist, econoom, politicus en gelijkheidsstrijder.
In 2007 en 2009 werd dit stadion gebruikt voor de wedstrijden op de Nehru Cup.